# タイ・タウン (ロサンゼルス)
タイ・タウン（英語: Thai Town、タイ語: ไทยทาวน์）はロサンゼルスのイースト・ハリウッド地区にある近隣住区である。ロサンゼルスのタイ・タウンはアメリカ合衆国で唯一タイ系人の近隣住区として指定されている地区である
タイ・タウンには多くのタイ料理専門店やタイ雑貨輸入品店、マッサージ店、市場などのタイ関係の店が立ち並ぶ。

## 地理
ノルマンディー通りとウェスタン通りの間にあるハリウッド大通りに沿って存在するタイ・タウンはロサンゼルス市により公式に近隣住区として指定されている。タイ・タウンの入口には2つの「apsonsi」（タイ神話に現れる半人半獣の天使）の像が建てられている。

## 交通アクセス
タイ・タウンにはメトロ・ラピッドバスの757 & 780番線、もしくはメトロ・ローカルバスの180, 181, 206, 207, 217番線に乗るか、地下鉄のロサンゼルス郡都市圏交通局レッドラインのハリウッド/ウェスタン駅で降りることでアクセスできる。

## 人口
ロサンゼルスはタイ国外において最もタイ人が多く居住している地域であり、カリフォルニア州に住む約120,000人のタイ系アメリカ人の内、約80,000人がロサンゼルスに居住している。また、ロサンゼルスのタイ・タウンは世界で最も早い時期にできたタイ・タウンである。2002年時点において、ロサンゼルスには約80,000人のタイ人移民が居住していると推定されているが、中国系タイ人もまたこの中に含まれている。このため、ロサンゼルスは時にタイの78番目の州として言及されることがある。ロサンゼルスと同様に、タイの首都バンコクは「天使の都」という意味を持つ (バンコクの正式名称「Krung Thep Maha Nakhon」は「天使の都」という意味である)。 
4月第1週の日曜日には、タイ・タウンはタイの新年であるソンクラーンを祝いハリウッド大通りの道路は閉鎖され、通りには屋台が多数立ち並び、ニューハンプシャー通りからウィノナ大通りまでの地域ではパレードが行われる。

## 歴史
タイ・タウンは1965年に移民国籍法の改正が行われた結果としてタイ人留学生の数が増加したことで出来上がった。彼らの多くはアメリカに住み着くことを選び、アメリカでビジネスを行うようになった。1980年代の地方金融危機によりさらに多くのタイ人がタイ・タウンを訪れ仕事を探すようになったことでタイ・タウンは大規模な集落へと変化していった。市議会は1999年10月27日に近隣住区に指定した。当時、南カリフォルニアには約80,000人のタイ人が住んでいた。
2008年7月、アメリカ合衆国のファーストレディであったローラ・ブッシュはロサンゼルスのタイ系民族居住区域をプリザーブ・アメリカのコミュニティとして認定した。これにより、タイ・タウンはプリザーブ・アメリカのプログラムにより250,000USドルの助成金を、その他の民間の助成金により250,000USドルを得ることとなった。